# Notoriedad de marca
La notoriedad de marca es una forma importante con la que la publicidad puede estimular la demanda de un tipo de producto determinado e incluso identificar como denominación propia a dicho producto. Ejemplos de esto los hay en productos como adhesivos textiles, lencería femenina, papel higiénico, cinta adhesiva, pegamento en barra, encendedores de fuego, reproductores de música, refrescos... 
La notoriedad de marca de fábrica se puede establecer a un mayor o menor grado dependiendo del producto y del mercado. En Texas, por ejemplo, es común oír a gente referirse a cualquier bebida refrescante de cola bajo el mismo nombre, sin importar si es producida realmente por esa empresa o no. Cuando se crea tanto valor de marca, esta tiene la capacidad de atraer a los compradores incluso sin publicidad, se dice que se tiene notoriedad de marca.
La mayor notoriedad de marca se produce cuando la marca de fábrica es tan frecuente en la mente de la gente que se utiliza para describir la categoría entera de productos. Kleenex, por ejemplo, puede identificarse como pañuelos de celulosa o como una etiqueta para una categoría de productos, es decir, se utiliza con frecuencia como término genérico. Una de las firmas más acertadas al alcanzar una notoriedad de marca de fábrica es la aspiradora Hoover, cuyo nombre fue durante mucho tiempo en los países anglosajones sinónimo de aspiradora. Un riesgo legal para el fabricante de la notoriedad de marca es que el nombre puede aceptarse tan extensamente que se convierte en un término genérico, y pierde la protección de la marca registrada. Un ejemplo de este caso sería el nombre comercial del ácido acetilsalicílico.
En ocasiones, determinados productos adquieren relevancia debido a la publicidad, no necesariamente como consecuencia de una campaña intencionada, sino por el hecho de tener una cobertura periodística relevante. En Internet o tecnologías digitales se habla de publicidad no solicitada o spam al hecho de enviar mensajes electrónicos, tales como correos electrónicos, mensajes cortos u otros medios sin haberlo solicitado, y por lo general en cantidades masivas. No obstante, Internet es un medio habitual para el desarrollo de campañas de publicidad interactiva que no caen en invasión de la privacidad, sino al contrario, llevan la publicidad tradicional a los nuevos espacios donde se pueda desarrollar.
- Datos: Q21573499